# ابی استین
ابی استین (به انگلیسی: Abby Stein) (زاده ۱ اکتبر ۱۹۹۱) وب‌نویس آمریکایی است.
او یک زن ترنس است.